# Lasse Swahn
Lars "Lasse" Swahn, född 1945, är en svensk programledare på Sveriges Radio. 1997–2008 var han programledare för Ring så spelar vi i Sveriges radio P4 tillsammans med Lisa Syrén. Periodvis är Lasse Swahn även programledare för P4-programmet Karlavagnen.
Lasse Swahn har arbetat på Sveriges Radio sedan 1970. Han var lokalradiochef för Radio Kalmar 1977-1982, redaktionschef på Radio Göteborg och nu programledare. Årets göteborgare är en utmärkelse som utdelats sedan 1994 och som Lasse Swahn utvecklat i samarbete med GT och Göteborg & Co. Utmärkelsen tilldelas en förtjänstfull person, född i Göteborg (eller någon annanstans) och som glatt eller roat de många göteborgarna under året.
Alltinget var ett kunskapsprogram i Sveriges radio P4 som Lasse Swahn utvecklat och var programledare för under tiden det sändes (1998—2012). I programmet svarade en expertpanel från Göteborgs universitet och Chalmers tekniska högskola på lyssnarnas frågor. Alltinget sändes på torsdagar och en period var det en del av programmet Karlavagnen.